# Tour de Catalogne 1926
Le Tour de Catalogne 1926 est la huitième édition du Tour de Catalogne, une course cycliste par étapes en Espagne. L’épreuve se déroule sur six étapes entre le 22 et le 29 août 1926, sur un total de 1 185 km. Le vainqueur final est le Français Victor Fontan, il devance Mució Miquel et Mariano Cañardo. 

## Étapes
| Étape     | Date    | Villes étapes                     | km     | Vainqueur d’étape  | Leader du classement général |
| --------- | ------- | --------------------------------- | ------ | ------------------ | ---------------------------- |
| 1re étape | 22 août | Barcelone - Amposta               | 185 km | Simon Tequi        | Simon Tequi                  |
| 2e étape  | 23 août | Amposta - Reus                    | 181 km | Victor Fontan      | Mució Miquel                 |
| 3e étape  | 25 août | Reus - Igualada                   | 200 km | Simon Tequi        | Mució Miquel                 |
| 4e étape  | 26 août | Igualada - Vic                    | 192 km | Victor Fontan      | Mariano Cañardo              |
| 5e étape  | 28 août | Vic - Sant Feliu de Guíxols       | 228 km | Victor Fontan      | Victor Fontan                |
| 6e étape  | 29 août | Sant Feliu de Guíxols - Barcelone | 199 km | Secondo Martinetto | Victor Fontan                |

### Étape 1. Barcelone - Amposta. 185 km
|   | Cycliste           | Temps           |
| - | ------------------ | --------------- |
| 1 | Simon Tequi        | 6 h 13 min 30 s |
| 2 | François Robert    | m. t.           |
| 3 | Secondo Martinetto | m. t.           |

|   | Cycliste           | Temps           |
| - | ------------------ | --------------- |
| 1 | Simon Tequi        | 6 h 13 min 30 s |
| 2 | François Robert    | m. t.           |
| 3 | Secondo Martinetto | m. t.           |

### Étape 2. Amposta - Reus. 181 km
|   | Cycliste      | Temps           |
| - | ------------- | --------------- |
| 1 | Victor Fontan | 6 h 40 min 00 s |
| 2 | Mució Miquel  | + 1 min 26 s    |
| 3 | Joan Juan     | + 3 min 26 s    |

|   | Cycliste           | Temps            |
| - | ------------------ | ---------------- |
| 1 | Mució Miquel       | 12 h 54 min 56 s |
| 2 | Mariano Cañardo    | + 1 min 59 s     |
| 3 | Secondo Martinetto | + 2 min 00 s     |

### Étape 3. Reus - Igualada. 200 km
|   | Cycliste           | Temps           |
| - | ------------------ | --------------- |
| 1 | Simon Tequi        | 6 h 40 min 00 s |
| 2 | Secondo Martinetto | m. t.           |
| 3 | Mució Miquel       | m. t.           |

|   | Cycliste           | Temps            |
| - | ------------------ | ---------------- |
| 1 | Mució Miquel       | 19 h 56 min 30 s |
| 2 | Secondo Martinetto | + 2 min 56 s     |
| 3 | Mariano Cañardo    | + 5 min 39 s     |

### Étape 4. Igualada - Vic. 192 km
|   | Cycliste        | Temps           |
| - | --------------- | --------------- |
| 1 | Victor Fontan   | 7 h 53 min 45 s |
| 2 | Joan Juan       | + 1 min 20 s    |
| 3 | Mariano Cañardo | + 1 min 20 s    |

|   | Cycliste        | Temps            |
| - | --------------- | ---------------- |
| 1 | Mariano Cañardo | 27 h 57 min 14 s |
| 2 | Joan Juan       | + 21 s           |
| 3 | Mució Miquel    | + 36 s           |

### Étape 5. Vic - Sant Feliu de Guíxols. 228 km
|   | Cycliste        | Temps           |
| - | --------------- | --------------- |
| 1 | Victor Fontan   | 7 h 53 min 45 s |
| 2 | Joan Juan       | + 55 s          |
| 3 | Mariano Cañardo | + 1 min 25 s    |

|   | Cycliste        | Temps            |
| - | --------------- | ---------------- |
| 1 | Victor Fontan   | 36 h 55 min 33 s |
| 2 | Mariano Cañardo | + 36 s           |
| 3 | Mució Miquel    | + 45 s           |

### Étape 6. Sant Feliu de Guíxols - Barcelone. 199 km
|   | Cycliste           | Temps           |
| - | ------------------ | --------------- |
| 1 | Secondo Martinetto | 7 h 09 min 07 s |
| 2 | Victor Fontan      | m. t.           |
| 3 | Mució Miquel       | + 2 min 04 s    |

|   | Cycliste        | Temps            |
| - | --------------- | ---------------- |
| 1 | Victor Fontan   | 44 h 04 min 40 s |
| 2 | Mució Miquel    | + 2 min 46 s     |
| 3 | Mariano Cañardo | + 9 min 49 s     |

## Classement final
| Pos. | Cycliste           | Temps             |
| 1    | Victor Fontan      | 44 h 04 min 40 s  |
| 2    | Mució Miquel       | + 2 min 46 s      |
| 3    | Mariano Cañardo    | + 9 min 49 s      |
| 4    | Secondo Martinetto | + 27 min 29 s     |
| 5    | Joan Juan          | + 40 min 54 s     |
| 6    | Teodoro Monteys    | + 1 h 12 min 29 s |
| 7    | Artur Tallada      | + 1 h 48 min 18 s |
| 8    | Josep Pons         | + 1 h 52 min 39 s |
| 9    | Angelo Gremo       | + 2 h 32 min 31 s |
| 10   | Gabriel Cruz       | + 2 h 35 min 37 s |